# Nela mała reporterka

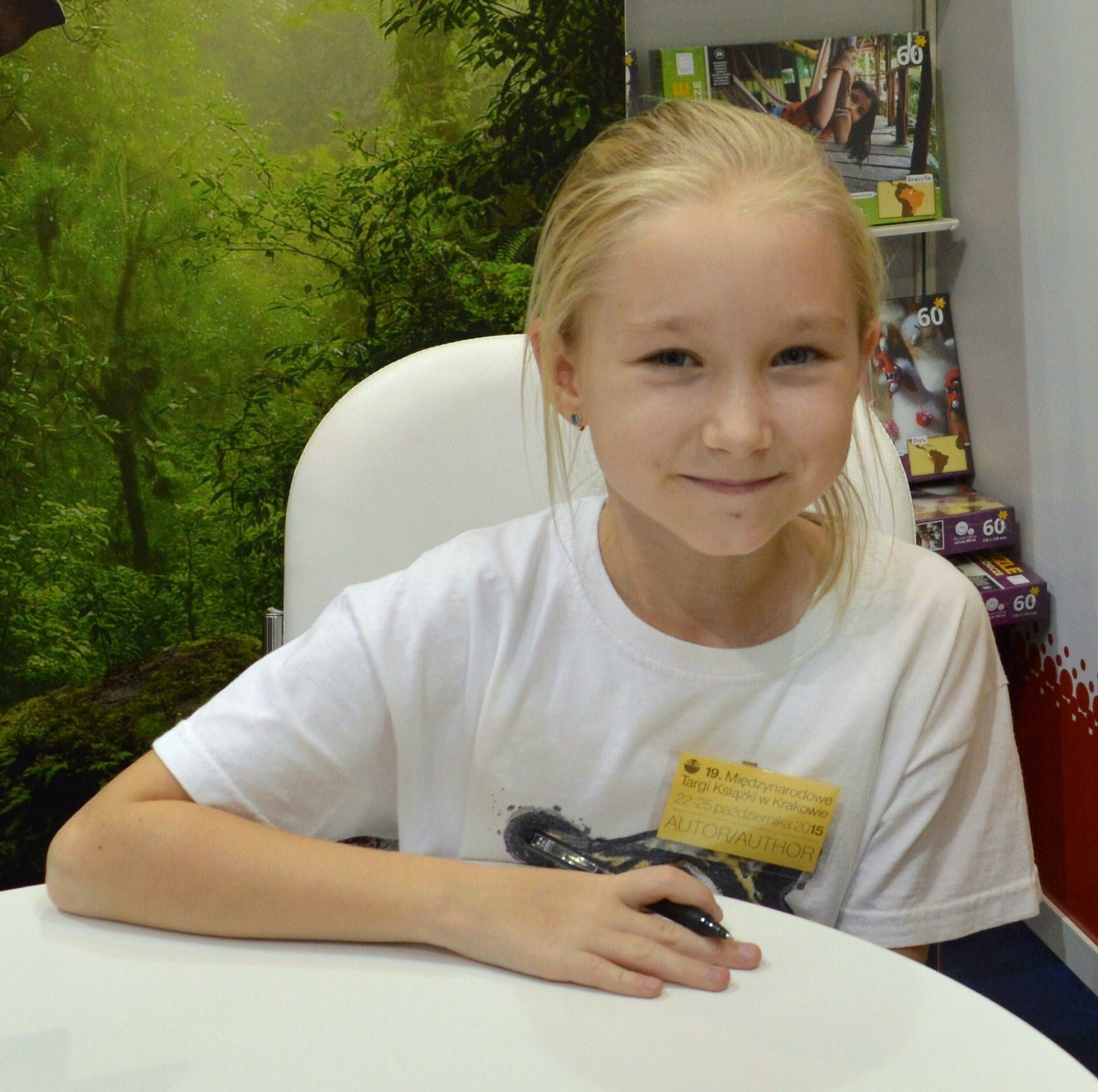
Nela mała reporterka (2015)

Nela (ur. 26 maja 2005) – polska podróżniczka, autorka i współautorka dziecięcych książek podróżniczych, oraz programów telewizyjnych.

## Działalność
Pseudonim nosi autorka, bohaterka i narratorka serii dziecięcych książek podróżniczych opisujących wyprawy do egzotycznych krajów. Pierwsza książka z cyklu „Nela mała reporterka” ukazała się w 2014 roku nakładem wydawnictwa Burda NG Polska, a stałą współautorką została Monika Ćwiek (ur. 1980), współzałożycielka Fundacji Polsko-Włoskiej „Bona Sforza” i prezeska spółki z o.o. Samuel Willson Productions, która od 2020 przejęła wydawanie serii. 
Od 2014 młoda autorka występowała także w programie telewizyjnym o takim samym tytule, emitowanym przez TVP1, a następnie przez TVP ABC. W latach 2016–2017 prowadziła autorską, cotygodniową audycję w Radiu dla Ciebie. W 2018 film z udziałem Neli pt. Laguna śpiewających wielorybów został zaprezentowany na międzynarodowym festiwalu produkcji edukacyjnych dla dzieci Japan Prize, organizowanym przez japońską telewizję publiczną NHK. W 2019 Nela pełniła rolę nieformalnej ambasadorki interaktywnego stoiska Ministerstwa Spraw Zagranicznych i Komisji Europejskiej dla dzieci i młodzieży w Miasteczku Humanitarnym na Międzynarodowych Targach Humanitarnych (Warsaw Humanitarian Expo) w Warszawie.
W 2020 Monika Ćwiek powołała do życia fundację „The Adventure Starts Here Foundation”, za pośrednictwem której Nela rozwija projekty związane z ochroną środowiska, zwierząt oraz ochroną dziedzictwa przyrodniczego. Z inicjatywy Neli oraz fundacji 2 czerwca jest organizowana akcja Dzień Pierwszej Pomocy dla Zwierząt Dzikich i Domowych, która powstała w ramach kampanii społecznej #Usta-Pysk prowadzonej przez fundację. Tego dnia odbywają się akcje edukacyjne w zakresie udzielania pierwszej pomocy zwierzętom.

## Nagrody i wyróżnienia
Zdobyła 4 nagrody Bestseller Empiku:
- za 2015 – Nela i tajemnice świata (jako najmłodsza nagrodzona autorka)[25][26],
- za 2016 w kategorii „Literatura dla dzieci” – Śladami Neli przez dżunglę, morza i oceany[27],
- za 2017 – Nela i skarby Karaibów,
- za 2018 – Nela na wyspie rajskich ptaków.

W 2017 nominacje do tej samej nagrody otrzymały książki Nela i polarne zwierzęta oraz Nela i tajemnice oceanów.
Decyzją polskiego Ministerstwa Edukacji Narodowej z 2016 jej książka pt. Nela na kole podbiegunowym została w 2017 włączona do kanonu lektur szkolnych jako lektura uzupełniająca w VIII klasie szkoły podstawowej.
W 2017 otrzymała od magazynu „National Geographic” nagrodę podróżniczą Traveler za serię książek podróżniczych dla dzieci.
Książka Nela na Wyspie Kangura zawiera podziękowanie ambasadora Australii w Polsce Lloyda Brodricka dla Neli i polskich dzieci za wyrazy sympatii i wsparcia ze strony polskich dzieci oraz życzenia odbudowy pięknych miejsc po pożarach z przełomu 2019/2020.

## Książki
- 10 niesamowitych przygód Neli, 2014, ISBN 978-83-7596-529-2.
- Nela na 3 kontynentach, 2014, ISBN 978-83-7596-603-9.
- Nela i tajemnice świata, 2015, ISBN 978-83-7596-607-7.
- Nela na tropie przygód, 2015, ISBN 978-83-7596-620-6.
- Śladami Neli przez dżunglę, morza i oceany, 2016, ISBN 978-83-7596-626-8.
- Nela na kole podbiegunowym, 2016, ISBN 978-83-7596-642-8.
- Nela i skarby Karaibów, 2017, ISBN 978-83-7596-647-3.
- Nela i tajemnice oceanów, 2017, ISBN 978-83-7596-644-2.
- Nela i polarne zwierzęta, 2017, ISBN 978-83-8053-309-7.
- Nela na wyspie rajskich ptaków, 2018, ISBN 978-83-8053-366-0.
- Nela i sekrety dalekich lądów, 2018, ISBN 978-83-8053-454-4.
- Nela i wyprawa do serca dżungli, 2018, ISBN 978-83-805-3482-7.
- Nela i kierunek Antarktyda, 2019, ISBN 978-83-805-3559-6.
- Nela w krainie orek, 2019, ISBN 978-83-805-3644-9.
- Nela na wyspie kangura, 2020, ISBN 978-83-954-7890-1.
- Nela i wyprawa w morskie głębiny, 2021, ISBN 978-83-954789-3-2.
- Nela w krainie wombatów, 2021, ISBN 978-83-954789-5-6.
- Nela na tropie szopów praczy, 2022, ISBN 978-83-954789-7-0.
- Nela i wrota do Amazonii, 2022, ISBN 978-83-954789-8-7.
- Nela w krainie tysięcy wysp, 2023, ISBN 978-83-954789-9-4.
- Nela i kierunek Indochiny, 2024, ISBN 978-83-966227-1-6.
- Nela i błękitne wody Fidżi, 2025, ISBN 978-83-966227-3-0.